# Departamento Yoro
Yoro ist eines der 18 Departamentos von Honduras.
Hauptstadt des Departamentos ist die gleichnamige Stadt Yoro.
Gegründet wurde das Departamento am 28. Juni 1825 als eine der ursprünglichen Verwaltungseinheiten nach der honduranischen Unabhängigkeit. Seine heutige Form erhielt es zwischen 1881 und 1894, als Teile von Yoro an die neu gegründeten Departamentos Colón und Cortés abgetreten wurden.
Die Hauptwirtschaftsfaktoren in Yoro sind der Anbau von Kaffee und Bananen und die Viehzucht.

## Municipios
Yoro ist  in elf Municipios unterteilt:
- Arenal
- El Negrito
- El Progreso
- Jocón
- Morazán
- Olanchito
- Santa Rita
- Sulaco
- Victoria
- Yorito
- Yoro